# Amorphoscelis
Amorphoscelis – rodzaj modliszek z rodziny Amorphoscelidae.

## Morfologia
Modliszki o niewielkich rozmiarów, grzbietobrzusznie spłaszczonym ciele. Głowę mają zaopatrzoną w kulistawe oczy złożone, trzy przyoczka, wydatne nabrzmienia przyoczne oraz bardzo długie, dłuższe od ciała, nitkowate czułki. Dolna część czoła jest wąska, łukowato sklepiona, o falistej grzbietowej krawędzi. Przedplecze jest małe, węższe od głowy, krótkie, dłuższe niż szerokie. Boczne krawędzie przedplecza są zakrzywione, a jego powierzchnia grzbietowa nierówna. Skrzydła obu par wykształcone są w przypadku zarówno samców, jak i samic. Chwytna przednia para odnóży ma gładkie biodra, pozbawione kolców przednio-brzusznych i zaopatrzone w pojedynczy kolec dyskoidalny uda, wyposażone w pojedynczą ostrogę golenie oraz dłuższe od goleni stopy. Pozostałe odnóża są kroczne, o przysadzistych udach. Odwłok samca jest długi i chudy, o dziesiątym tergicie wykształconym w poprzecznie trójkątną płytkę nadodbytową (supraanalną), a dziewiątym sternicie tworzącym zaopatrzoną w wyrostki rylcowe płytkę subgenitalną. Przysadki odwłokowe u obu płci mają ostatni człon silnie powiększony i spłaszczony.

## Ekologia i występowanie

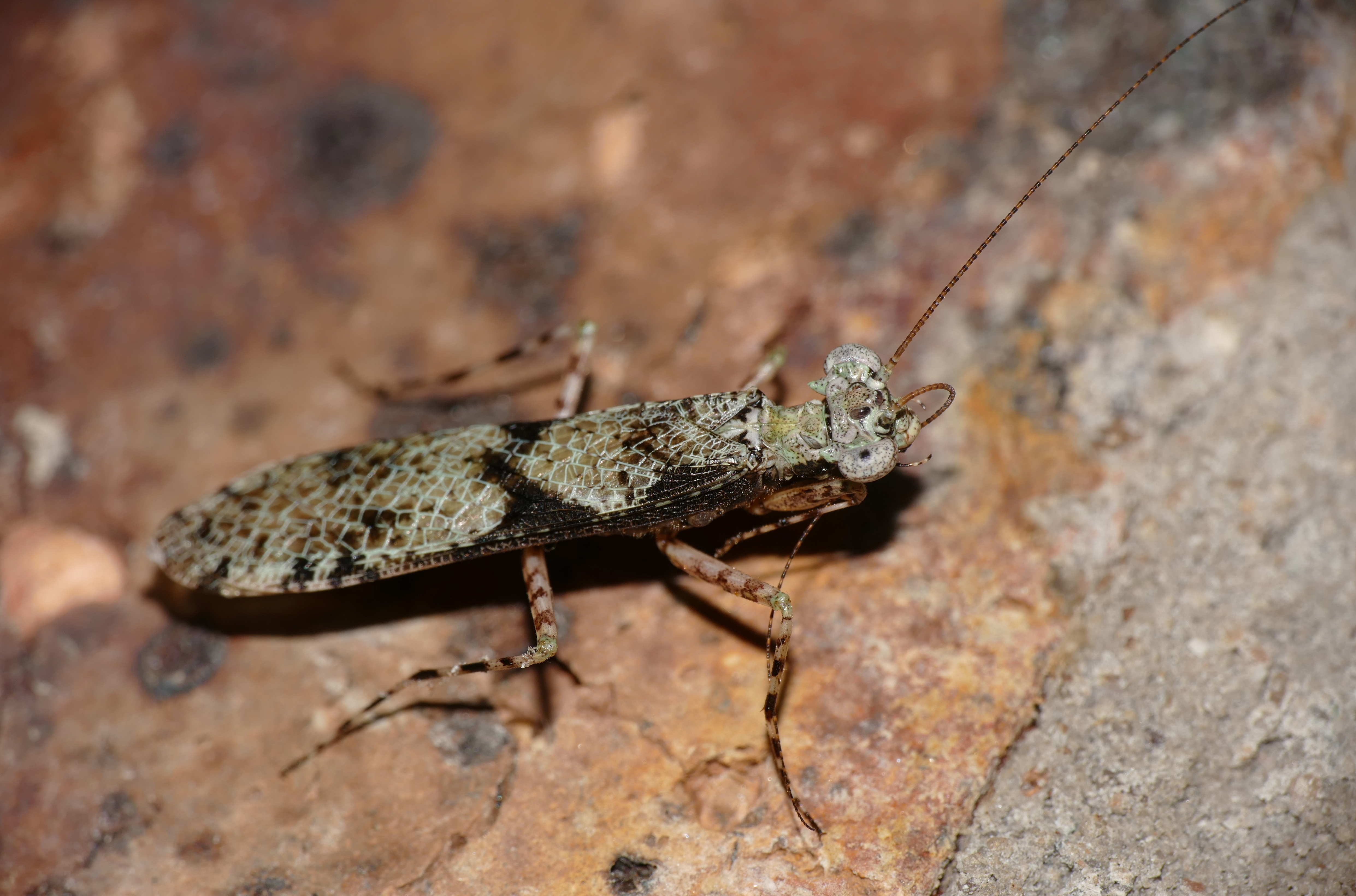
Amorphoscelis tuberculata w środowisku naturalnym

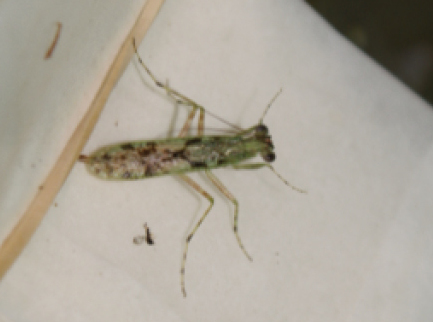
Amorphoscelis pulchra

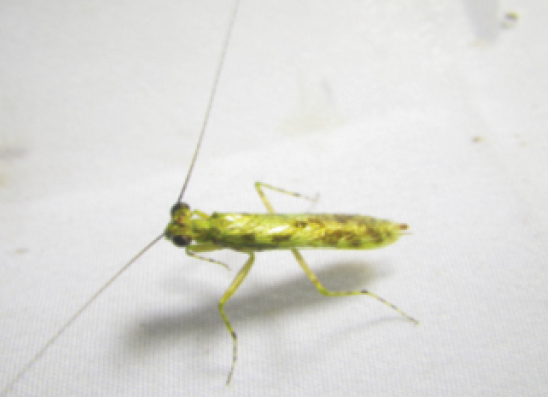
Amorphoscelis griffinii

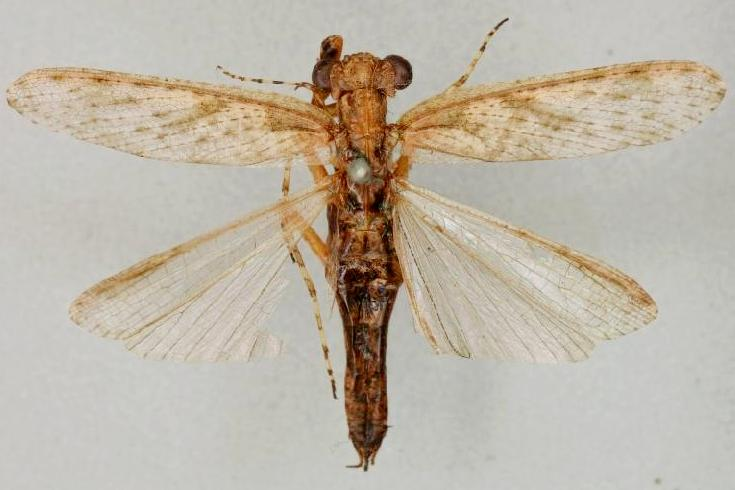
Amorphoscelis singaporana

Modliszki te bytują na korze drzew.
Zasięg rodzaju obejmuje palearktyczną i orientalną część Azji oraz etiopską część Afryki.

## Taksonomia
Rodzaj ten wprowadzony został w 1871 roku przez Carla Ståla. Gatunkiem typowym wyznaczono opisaną w tej samej publikacji A. annulicornis.
Do rodzaju zalicza się około 50 opisanych gatunków:

- Amorphoscelis abyssinica Giglio-Tos, 1913
- Amorphoscelis angolica Beier, 1969
- Amorphoscelis annulicornis Stal, 1871
- Amorphoscelis asymmetrica Ingrisch, 1999
- Amorphoscelis austrogermanica Werner, 1923
- Amorphoscelis bimaculata Roy, 2010
- Amorphoscelis borneana Giglio-Tos, 1914
- Amorphoscelis brunneipennis Beier, 1956
- Amorphoscelis chinensis Tinkham, 1937
- Amorphoscelis chopardi Roy, 1962
- Amorphoscelis elegans Giglio-Tos, 1914
- Amorphoscelis griffinii Giglio-Tos, 1913
- Amorphoscelis grisea Bolivar, 1908
- Amorphoscelis guaduna Wu et Liu, 2021[1]
- Amorphoscelis hainana Yang, 2002
- Amorphoscelis hamata Roy, 2009
- Amorphoscelis huismani Roy, 2010
- Amorphoscelis javana Roy, 1966
- Amorphoscelis kenyensis Stiewe, 2009
- Amorphoscelis lamottei Roy, 1963
- Amorphoscelis laxeretis Karsch, 1894
- Amorphoscelis machadoi Beier, 1969
- Amorphoscelis morini Roy, 2013
- Amorphoscelis naumanni Kaltenbach, 1983
- Amorphoscelis nigriventer Beier, 1930
- Amorphoscelis nubeculosa Werner, 1908
- Amorphoscelis opaca Bolivar, 1908
- Amorphoscelis orientalis Giglio-Tos, 1914
- Amorphoscelis pallida Giglio-Tos, 1914
- Amorphoscelis pantherina Roy, 1966
- Amorphoscelis papua Werner, 1923
- Amorphoscelis parva Beier, 1952
- Amorphoscelis pellucida Westwood, 1889
- Amorphoscelis phaesoma Yang, 1999
- Amorphoscelis philippina Werner, 1926
- Amorphoscelis pinheyi Roy, 2007
- Amorphoscelis pulchella Giglio-Tos, 1914
- Amorphoscelis pulchra Bolivar, 1908
- Amorphoscelis punctata Roy, 1962
- Amorphoscelis reticulata Werner, 1933
- Amorphoscelis rufula Roy, 1966
- Amorphoscelis siebersi Werner, 1933
- Amorphoscelis singaporana Giglio-Tos, 1915
- Amorphoscelis spinosa Beier, 1942
- Amorphoscelis stellulatha Yang, 1999
- Amorphoscelis subnigra Werner, 1933
- Amorphoscelis sulawesiana Roy, 2010
- Amorphoscelis sumatrana Roy, 2010
- Amorphoscelis tigrina Giglio-Tos, 1914
- Amorphoscelis tuberculata Roy, 1963
- Amorphoscelis villiersi Roy, 1984
- Amorphoscelis xueshani Wu et Liu, 2021[1]